# Great Chart with Singleton
Great Chart with Singleton är en civil parish i grevskapet Kent i sydöstra England. Den ligger i distriktet Ashford och utgörs av orten Great Chart samt Singleton, en förort till Ashford uppförd från 1980-talet och framåt. Civil parishen hade 7 410 invånare vid folkräkningen år 2021.